# یایالار (بتلیس)
یایالار (به ترکی استانبولی: Yayalar) یک منطقهٔ مسکونی در ترکیه است که در بیتلیس واقع شده‌است. یایالار ۳۸۵ نفر جمعیت دارد.